# Voldemort: Origins of the Heir
Cap-de-Mort: Originile Moștenitorului (titlu original: Voldemort: Origins of the Heir) este un film italian în limba engleză de fantezie întunecată din 2018 regizat de Gianmaria Pezzato.  Este un prequel neoficial realizat de fani al  seriei de filme Harry Potter. Rolurile principale au fost interpretate de actorii Stefano Rossi ca Tom Marvolo Riddle, Maddalena Orcali ca Grisha McLaggen, Andrea Deanisi ca  Wiglaf Sigurdsson și Alessio Dalla Costa ca Generalul Makarov.

## Prezentare
Voldemort: Originile moștenitorului descrie povestea ascensiunii lui Tom Riddle, principalul antagonist din Saga Harry Potter. Mai multe personaje originale sunt introduse în film: nu numai protagonistul, ci și ceilalți moștenitori din Hogwarts și câțiva caractere minore pentru scenariu.

## Distribuție
- Stefano Rossi - Tom Marvolo Riddle, a dark wizard and Hogwarts student
  - Davide Ellena - Lord Voldemort
- Maddalena Orcali - Grisha McLaggen, Hogwarts student, and Heir of Godric Gryffindor. Grisha also narrates the trailer.
  - Aurora Moroni - young Grisha McLaggen
- Andrea Deanisi - Wiglaf Sigurdsson, the Heir of Rowena Ravenclaw.
  - Andrea Baglio - young Wiglaf Sigurdsson
- Andrea Bonfanti - Lazarus Smith, the Heir of Helga Hufflepuff.
- Gelsomina Bassetti - Hepzibah Smith, Lazarus Smith's aunt.
- Alessio Dalla Costa - General Makarov, a senior Soviet Auror.

### Dublaj în engleză
- Mitchell Thornton - Tom Marvolo Riddle and Lord Voldemort
- Amy Davies - Grisha McLaggen
- Rasmus Bækgaard - General Makarov
- Rorie Stockton - Lazarus Smith and Igor
- Stefan Chanyaem - Wiglaf Sigurdsson
- Margaret Ashley - Hepzibah Smith
- Biscarte Hazencruz - Veteran Soviet Auror
- Masha Bazhenova - Loudspeaker Voice

## Lansare și primire
Un videoclip oficial promoțional al filmului a fost lansat pe Facebook și YouTube în iunie 2017.